# El romance del Aniceto y la Francisca
Este es el romance del Aniceto y la Francisca, de cómo quedó trunco, comenzó la tristeza y unas pocas cosas más…, coneguda habitualment com El romance del Aniceto y la Francisca, és una pel·lícula argentina drama i romàntic de 1967, en blanc i negre, dirigida per Leonardo Favio, i interpretada per Federico Luppi, Elsa Daniel, María Vaner i Edgardo Suárez. Va ser estrenada l'1 de juny d'aquest any i va rebre el Cóndor de Plata a Millor pel·lícula en 1968.
El romance del Aniceto y la Francisca és la segona part d'una trilogia sense nom de films en blanc i negre dirigits per Favio, que comença amb Crónica de un niño solo (1965) i acaba amb El dependiente (1969). Està inspirada en el conte homònim de Jorge Zuhair Jury, germà del director. L'any 2008, Leonardo Favio va estrenar Aniceto, una segona versió de la seva pel·lícula, realitzada amb nous actors i desenvolupada com un drama musical.
Més enllà de l'argument, la pel·lícula busca reflectir la vida dels petits pobles de l'Argentina, abans de l'arribada de la televisió.

## Sinopsi
És la història d'una seducció i enamorament entre dues persones de poble, an la província de Mendoza: l'Aniceto (Luppi) i la Francisca (Elsa Daniel), una noia "decent" i dolç, "la santita" de l'Aniceto. Però l'Aniceto també sedueix a Lucía (María Vaner), apassionada, sexual, "la putita" de l'Aniceto. Les dues dones s'enfrontaran com en una renyina de galls (el Aniceto és gallero). Quan el romanç es trenca, l'Aniceto comença a adonar-se del que ha perdut.

## Repartiment
- Federico Luppi... Aniceto
- Elsa Daniel... Francisca
- María Vaner... Lucía
- Edgardo Suárez... Renato
- Cacho Mendoza... The Man in the Cockpit
- Eduardo Vargas... Golazo
- Ernesto Cutrera... Don Yiyo's son
- Walter Sanchez
- Joly Bergali
- Rafael Chumbito
- Mario Savino
- Juan Cutrera
- Joly Bergali
- Lorenzo De Luca
- Vivian Condu
- Walter Sánchez
- Mario Savino
- Rafael Chumbita

## Premis
- Premi Cóndor de Plata a la millor pel·lícula (1968):
- Premi Cóndor de Plata a la millor actriu (1968) .